# Tobias Lindholm
Tobias Lindholm (Næstved, 5 luglio 1977) è un regista e sceneggiatore danese.
Il suo film Krigen ha ricevuto la candidatura all'Oscar al miglior film straniero nell'ambito dei Premi Oscar 2016. Ha collaborato spesso col connazionale Thomas Vinterberg.

## Biografia
Dopo aver esordito nel 2008 come sceneggiatore, ottiene una maggiore rilevanza a partire dal 2010 quando sceneggia 20 episodi della nota serie televisiva danese Borgen - Il potere e del film Submarino. Questo film segna l'inizio della collaborazione con il regista Thomas Vintergerg, che dirigerà molte altre opere sceneggiate da Lindholm.
Sempre nel 2010 debutta come regista nel film R. Nel 2012 è sceneggiatore del film Il sospetto, che si rivela un grandissimo successo globale sia in termini di incassi che in termini di critica, incassando oltre 16 milioni di dollari al botteghino e guadagnando vittorie in manifestazioni di rilievo come il Festival di Cannes, nonché una nomination agli Oscar nella categoria "miglior film straniero".
Nel 2015 dirige e sceneggia il film Krigen, film che viene nominato nella categoria "miglior film straniero" ai Premi Oscar 2016. Nel 2020 è sceneggiatore del film Un altro giro, film che ottiene un notevole responso positivo da parte della critica internazionale al punto da venire nominato "miglior film dell'anno" da parte della rivista Best Movie. Nel 2022 dirige Jessica Chastain ed Eddie Redmayne nel film The Good Nurse, film realizzato come esclusiva Netflix e incentrato sulla storia del serial killer statunitense Charles Cullen.

## Filmografia

### Sceneggiatore

#### Cinema
- R (2010)
- Submarino (2010)
- Il sospetto (Jagten) (2012)
- Kapringen (2012)
- 9. april (2015)
- Krigen (2015)
- Un altro giro (Druk), regia di Thomas Vinterberg (2020)

#### Televisione
- Sommer – serie TV, 3 episodi (2008)
- Borgen - Il potere (Borgen) – serie TV, 20 episodi (2010-2011)
- Mindhunter – serie TV, 3 episodi (2017)
- The Investigation (Efterforskningen) – miniserie TV, 6 puntate (2020)

### Regista
- R (2010)
- Kapringen (2012)
- Krigen (2015)
- The Good Nurse (2022)